# Brandenburg (Brandenburg an der Havel)
Die Brandenburg (auch Brennaburg und Brendanburg) war eine slawische Niederungsburg des 8. bis 12. Jahrhunderts auf einer Havelinsel in der heutigen Stadt Brandenburg. An ihrer Stelle befinden sich heute unter anderem die Kirche St. Petri und der Dom St. Peter und Paul.

## Geschichte

### Erste slawische Siedlungen und Burgen
Um 600 entstand auf der Havelinsel erstmals eine kleine slawische Siedlung. Archäologische Funde und Hausformen weisen auf eine böhmische Herkunft. Diese Siedlung wurde bald aufgegeben und zu Ackerland. Danach entstand eine erneute Siedlung von Einwanderern von östlich der Neiße. Diese bauten um 700 eine erste Burg mit Befestigung. Daneben entstand eine Vorburg. Seit dem 9. Jahrhundert wurden die Befestigungsanlagen und Gräben mehrmals verstärkt.

### Deutsche Eroberung 928/29
Im strengen Winter 928/929 wurde die Burg von Heinrich I., König des Ostfrankenreichs, durch Aushungern und Angriff über den vereisten Burgwallgraben erobert. Die Burgbevölkerung blieb in dieser Zeit slawisch. 940 kehrte der slawische Fürstensohn Tugumir aus deutscher Gefangenschaft in die Burg zurück und errichtete eine Herrschaft unter deutscher Tributhoheit.

### Gründung des Bistums Brandenburg
948 wurde in der nordöstlichen Vorburg der Sitz des neuen Bistums Brandenburg eingerichtet. Die archäologischen Befunde zeigen ein Verlassen der slawischen Besiedelung in diesem Bereich und das Anlegen einer großen planierten Fläche. Es wurden zwei Körpergräber gefunden, in deren Nähe sich der Dom befunden haben könnte.

### Erneute slawische Burg
Nach dem Slawenaufstand von 983 wurden die Befestigungsanlagen beseitigt, die Gräben verfüllt und eine wesentlich größere Anlage von etwa 4 Hektar angelegt und besiedelt. Seit etwa 1128 herrschte Fürst Pribislaw auf der Burg, der zwischenzeitlich zum König der Heveller gekrönt worden war.

### Herrschaft von Albrecht und Jaczo
1150 übernahm nach dessen Tod der Markgraf der Nordmark Albrecht der Bär die Burg und besetzte sie mit deutschen und slawischen Burgmannen. Einige Zeit später (1153/1157?) wurde sie vom sprewanischen Fürsten Jaczo, einem Verwandten Pribislaws, eingenommen.

### Deutsche Eroberung 1157

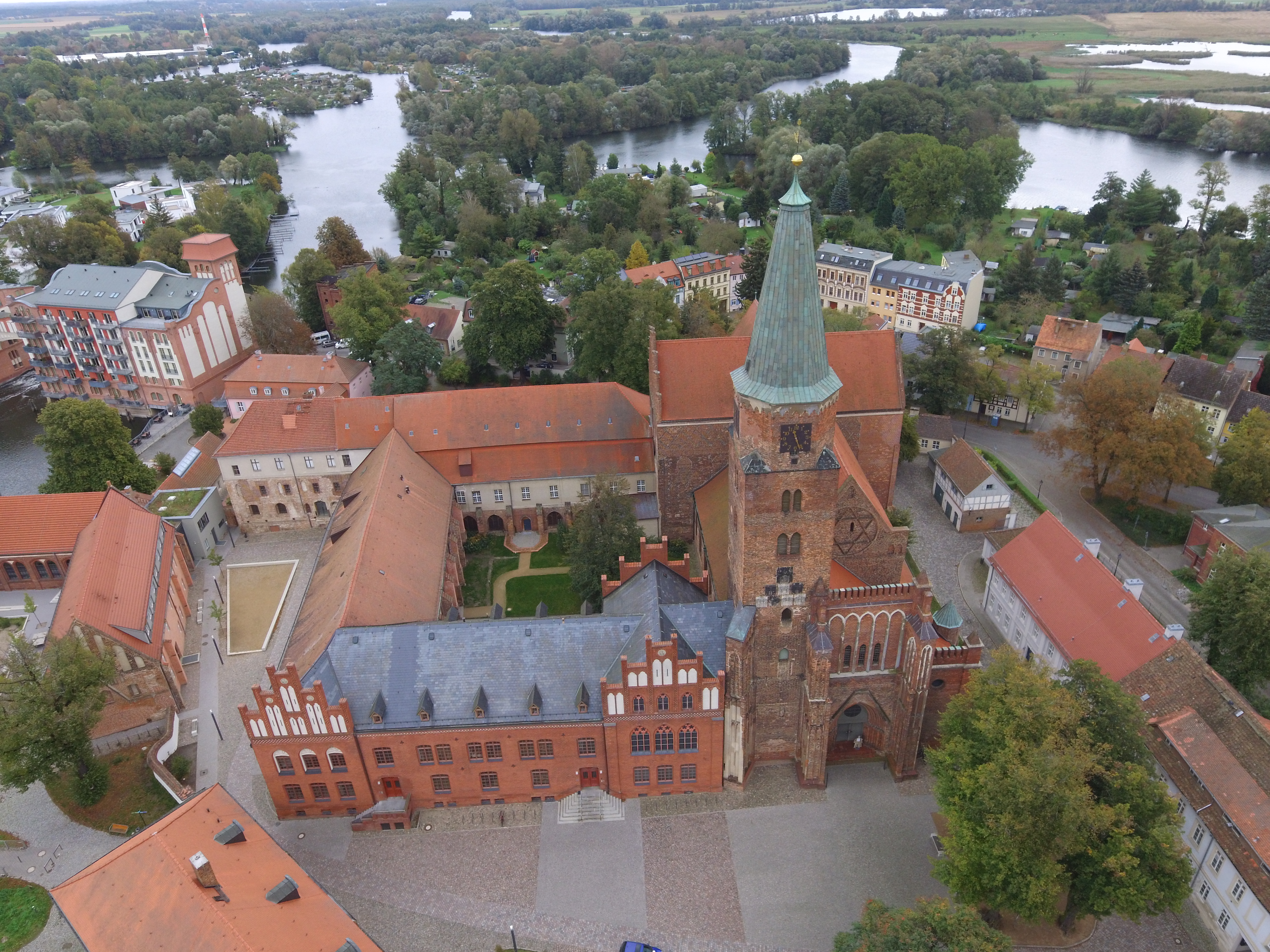
Dom St. Peter und Paul sowie Domklausur Brandenburg

Am 11. Juni 1157 eroberte ein deutsches Heer mit Markgraf Albrecht, Erzbischof Wichmann von Magdeburg und weiteren Grafen und Soldaten nach blutigem Kampf die Burg Brandenburg zurück. Dies war der Beginn einer dauerhaften deutschen Herrschaft in der Mark Brandenburg.
Die Burg wurde wieder aufgeteilt, das Bistum Brandenburg erhielt die nordöstliche Hälfte (mit leicht verschobenen Grenzen im Vergleich zu 948) und errichtete dort den Dom St. Peter und Paul und die Domherrenhäuser und weitere Gebäude. Das Domkapitel zog 1161 von der Altstadt bei St. Gotthardt um, der Dom wurde 1165 geweiht. Die südliche Hälfte erhielt wahrscheinlich zunächst der Burggraf Siegfried, als Vertreter des Königs (siehe: Königshof). Dass Markgraf Albrecht ebenfalls einen Teil der südlichen Burg nutzte, ist wenig wahrscheinlich.
Der südliche Teil wurde im späten 12. Jahrhundert wahrscheinlich von den askanischen Markgrafen übernommen. Diese errichteten aber einen markgräflichen Hof am Südrand der Neustadt Brandenburg, auf dem Gelände des späteren Dominikanerklosters St. Pauli.
Die Brandenburger Bischöfe verlegten ihre Bischofsresidenz später in das nahe Pritzerbe und dann auf die Burg Ziesar. Auf dem alten Burggelände blieben die Domherren des Domkapitels.

## Anlage
Die ältesten Siedlungen und Burgen befanden sich auf einem kleinen etwa 0,5 Hektar großen Bereich um die spätere Petrikirche. Nordöstlich war eine Vorburg (Suburbium) angeschlossen mit etwa 1,3 Hektar Größe. Dort befand sich von 948 bis 983 der Sitz des Bistums Brandenburg.
Im 10. Jahrhundert wurde eine wesentlich größere Burganlage von rund vier Hektar mit etwa 240 Meter × 340 Metern Länge angelegt. Diese war eine palisadenbewehrte Ringwallanlage mit einem aus Holz errichteten Haupthaus in der Mitte.
Dieser Burgbereich wurde nach 1157 neu aufgeteilt, den nordöstlichen Teil erhielt wieder das Bistum Brandenburg. Der Dom St. Peter und Paul wurde über die alten, zugeschütteten Wallanlagen der Burg gebaut. Die daraus resultierende Diskontinuität der Bodenschichten trägt entscheidend zur statischen Instabilität des Doms bei.

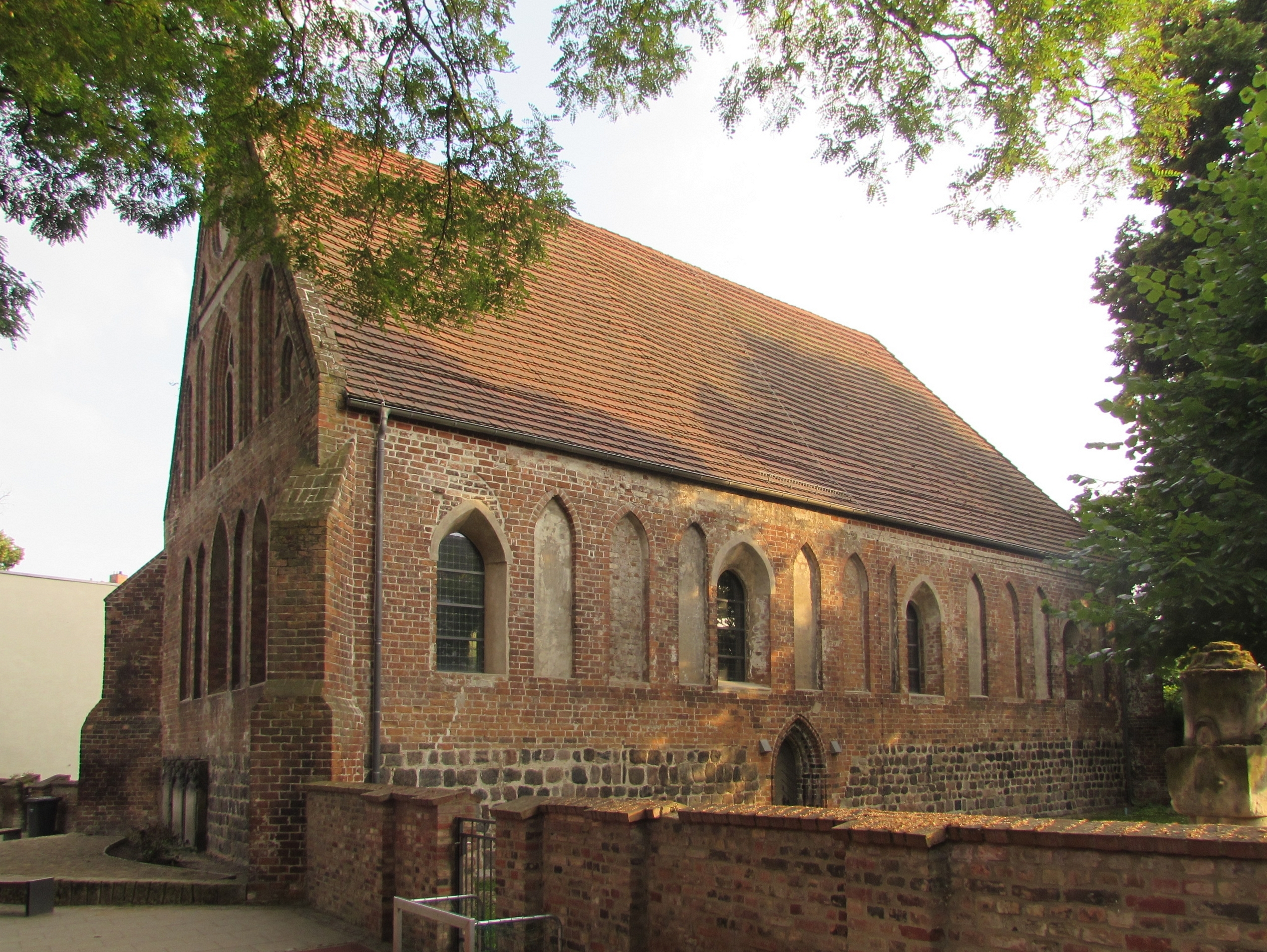
St. Petri

Ein letztes Relikt der alten Burganlage ist möglicherweise die Kapelle St. Petri, deren Feldsteinsockel des Westgiebels zusammen mit dem Sockel des Westwerks der Kirche St. Gotthardt die ältesten gemauerten Artefakte in Deutschland östlich der Elbe darstellen. Ungesicherten Angaben zufolge ist die Petrikapelle gleichzeitig die Grablege des Fürsten Pribislaw-Heinrichs und eventuell auch seiner Frau Petrissa. Obschon sich die Kapelle St. Petri auf dem nachgewiesenen Gelände der Burg befindet, ist nicht gesichert, ob es sich bei ihr um die ursprüngliche Burgkapelle handelt, oder ob jene möglicherweise niedergelegt und mit Originalmaterial leicht ortsversetzt wieder aufgebaut wurde. Das Fürstengrab konnte bisher nicht nachgewiesen werden.